# Fatih Tekke
Fatih "Sultan" Tekke (* 9. September 1977 in Sürmene in der Provinz Trabzon) ist ein ehemaliger türkischer Fußballspieler und heutiger -trainer.

## Spielerkarriere

### Im Verein

#### Die Anfänge der Profi-Karriere
Fatih Tekke begann 1995 seine Profi-Karriere. Er bestritt am 25. Januar 1995 sein erstes Spiel im Viertelfinal-Rückspiel des Türkischen Pokals gegen Gaziantepspor. Mitte September 1995 feierte damals der 18-jährige Fatih Tekke sein Debüt im Europapokal in der ersten Runde im Pokal der Pokalsieger gegen FK Žalgiris Vilnius. Seine Tor-Premiere für die A-Mannschaft von Trabzonspor hatte der Stürmer als Joker in der Saison 1995/96 am 13. Spieltag gegen Vanspor, er traf fünf Minuten nach seiner Einwechslung das Tor. Kurz nach Beginn der Saison 1997/98 bestritt Fatih Tekke für die Weinrot-Blauen bis zu diesem Zeitpunkt 45 Ligaspiele, davon wurde er 29 Mal eingewechselt. Der Stürmer kam in Trabzon nicht über die Rolle des Einwechselspielers hinaus. Deswegen wurde er für den Rest der Saison zu Altay İzmir ausgeliehen, um dort noch mehr Spielpraxis zu sammeln. Fatih Tekke spielte bei Altay in 26 Pflichtspieleinsätzen alle in der Startformation bis auf Eins und erzielte neun Treffer. In Izmir gelang ihm mit 20 Jahren am 16. November 1997 sein erster Hattrick bei der 4:5-Niederlage gegen Galatasaray Istanbul. Aufgrund dieser Leistung brachte er es zwei Monate später zu seinem ersten A-Länderspieleinsatz. Außerdem erreichte Fatih Tekke mit der Mannschaft die Qualifikation zum UI-Cup.
Ein Fußbruch bremste seine sportliche Karriere, er fand in der Saison 1998/99 und in der Folgesaison nach seiner Rückkehr zu Trabzonspor nicht wieder zu seiner alten Form zurück.

#### Der Weg zum Torschützenkönig
Fatih Tekke wechselte zur Saison 2000/01 zu Gaziantepspor. Dort gelang ihm am 17. Spieltag den 16. Dezember 2000 in acht Minuten ein lupenreiner Hattrick (81., 84. und 89. Minute) beim 6:1-Sieg gegen Erzurumspor, aber insgesamt schoss er an dem Tag ganze vier Tore. Zudem erreichte der Stürmer mit der Mannschaft in der ersten Saison bei den Rot-Schwarzen einen starken dritten Platz in der Liga vor Beşiktaş und Trabzonspor, somit qualifizierten sie sich für den UEFA-Pokal. Fatih Tekke schoss bei Gaziantepspor in 57 Ligaspielen 28 Tore.
Kurz nach Anfang der Saison 2002/03 kehrte er zu Trabzonspor zurück. Dort erzielte Tekke jeweils mehr als zehn Treffer in den folgenden zwei Spielzeiten. Er verhalf Trabzonspor mit seinen Toren zu zwei Pokalsiegen 2003 & 2004 und zwei Vizemeisterschaften 2004 & 2005. In der Saison 2004/05 wurde er Torschützenkönig in der Süper Lig mit 31 Toren in 34 Ligaspielen, ergänzend gelingt ihm drei Hattricks in dieser Spielzeit. Damit schoss Fatih Tekke europaweit die zweitmeisten Tore von allen UEFA-Mitgliedsverbänden, aber wurde nur sechster in der Torjägerliste des Goldenen Schuhs (UEFA), weil es nach UEFA-Kriterien bewertet wurde. Dafür wurde er im April 2006 in Wiesbaden von der IFFHS zum zweitweltbesten Erst-Liga-Torjäger 2005 geehrt. Des Weiteren in den Spielzeiten 2004/05 und 2005/06 wurde der Stürmer zum Spieler der Saison in der Süper Lig gewählt.

#### Der Wechsel ins Ausland
Fatih Tekke wechselte Ende Juli 2006 für eine Ablösesumme von 8,75 Millionen Euro zu Zenit Sankt Petersburg. Damit war er der teuerste Transfer in der Vereinsgeschichte. Gleich in seinem ersten Spiel als Joker schoss Tekke für seinen neuen Arbeitgeber das wichtige 1:0-Siegtor. In den nächsten vier Spielen, nun von Beginn an, machte der Stürmer noch drei Tore, somit hatte er einen super Einstand bei Zenit. In den nächsten Spielzeiten errang er mit der Mannschaft einige Titel, z. B. im Mai 2008 gewann Tekke mit Zenit gegen die Glasgow Rangers den UEFA-Pokal. In diesem Finale gab er in der Schlussminuten die Torvorlage zum 2:0-Endstand für Konstantin Zyryanov.
Nachdem Tekke im Januar 2010 kurz davor gestanden hatte, erneut zu Trabzonspor zurückzukehren, scheiterte der Transfer mangels Einigung der Parteien. Später im Februar 2010 wechselte er zum amtierenden russischen Meister Rubin Kasan, bei dem der Stürmer einen Dreijahresvertrag unterschrieb, der anfangs ab August beginnen sollte. Daraufhin einigten sich Zenit und Rubin auf einen sofortigen Transfer.

#### Die Rückkehr in die Türkei
Seine Rückkehr in die Türkei erfolgte überraschend ein halbes Jahr später, kurz vor Transferschluss wechselte Fatih Tekke zu Beşiktaş Istanbul und unterschrieb einen Zweijahresvertrag. Die Ablöse für ihn betrug 750.000 Euro. Ende Oktober 2010 hatte er mit seinem Trainer Bernd Schuster nach Spielende eine heftige verbale Auseinandersetzung. Nach diesem Streit war das Verhältnis zwischen ihm und dem Trainer angespannt. Am 19. Januar 2011 gab Beşiktaş JK offiziell bekannt, dass der Vertrag des Stürmers Fatih Tekke im beiderseitigen Einverständnis aufgelöst wurde. Er bestritt für die Schwarzen Adler nur drei Pflichtspiele.
Nach der Vertragsauflösung bei den Schwarz-Weißen unterschrieb Fatih Tekke bei MKE Ankaragücü einen Eineinhalbjahresvertrag.
Zur Saison 2011/12 wechselte der Stürmer zum Aufsteiger Orduspor, bei dem er ein Zweijahresvertrag unterschrieben hat.

### In der Nationalmannschaft
Fatih Tekke gewann im Mai 1994 mit der U16-Nationalmannschaft der Türkei die Europameisterschaft der U16-Junioren. Er wurde in allen sechs Spielen des Turniers eingesetzt, ergänzend erzielte der Stürmer ein Tor und ein weiteres im Viertelfinale im Elfmeterschießen.
Tekke bestritt sein Länderspieldebüt für die A-Nationalmannschaft der Türkei bei einem Freundschaftsspiel am 21. Januar 1998 gegen Albanien. Er erzielte unter anderem das 500. Länderspieltor der Türkei. 2004 schoss Fatih Tekke drei Tore für die Nationalmannschaft und gehörte bei allen sieben Qualifikationsspielen der Türkei zur Startaufstellung und erzielte weitere wichtige Tore für die Türkei in der Qualifikation zur WM 2006, wobei die Türkei in der Relegation an der Schweiz scheiterte.
Für die EM 2008 wurde er von dem damaligen Trainer Fatih Terim nicht nominiert.
Sein bisher letztes Länderspiel bestritt der Stürmer bei einem Freundschaftsspiel am 7. Februar 2007 gegen Georgien. Nachdem wurde Fatih Tekke im März und November 2007 noch zweimal vom Nationaltrainer nominiert, aber er musste verletzungsbedingt immer absagen. Seitdem wurde Fatih Tekke nicht mehr für die Nationalmannschaft nominiert. Da er gute Leistungen brachte und trotzdem für die Qualifikationsspiele für die WM 2010 nicht nominiert wurde, kritisierten die Medien daraufhin Fatih Terim. Fatih Tekke gab selbst an, nicht aus der Nationalmannschaft zurückgetreten zu sein und jederzeit bereit zu sein, zu spielen.

## Trainerkarriere
Entgegen seiner Haltung gegenüber dem türkischen Nationaltrainer Fatih Terim wurde Tekke von diesem dazu bewegt als Trainer in den türkischen Nachwuchsnationalmannschaften tätig zu sein. So war er 2015 für die türkische A2-Nationalmannschaft, der zweiten türkischen A-Nationalmannschaft, als Co-Trainer tätig.
Im März 2015 übernahm er den stark abstiegsbedrohten türkischen Erstligisten Kayseri Erciyesspor.
Nachdem Tekke Anfang 2016 als neuer Trainer von 1461 Trabzon vorgestellt wurde, kam es doch nicht zu dieser Zusammenarbeit. Stattdessen übernahm er im Februar 2016 das Cheftraineramt beim Zweitligisten Boluspor. Da er die notwendige Trainerlizenz nicht besaß, wurde er wie zuvor auch bei Kayseri Erciyesspor offiziell als Co-Trainer geführt, während sein Co-Trainer Hamit Cihan als offizieller Cheftrainer dem nationalen Fußballverband angegeben wurde. Im Mai 2016 verließ er diesen Verein wieder.
Nach einer einjährigen Pause unterschrieb Tekke im Oktober 2017 einen Vertrag beim abstiegsbedrohten Zweitligisten Manisaspor. Der Vertrag wurde jedoch nach drei Monaten in gegenseitigem Einverständnis aufgelöst.
Kurz darauf, im Februar 2018, unterschrieb er bis zum Saisonende einen Vertrag bei Denizlispor. Die Mannschaft hatte bis zur Vertragsunterschrift von Tekke lediglich 17 Punkte gesammelt und befand sich auf dem vorletzten Tabellenplatz. Tekke sammelte in seinen 13 Spielen mit Denizlispor 21 Punkte und bewahrte die Mannschaft vor dem Abstieg in die dritte Liga.
Nachdem sein Vertrag ausgelaufen war, unterschrieb Tekke im Juni 2018 einen fünfjährigen Vertrag bei İstanbulspor.

## Erfolge und Titel

### Nationalmannschaft
U16-Nationalmannschaft
- U-16-Europameisterschaft: Meister 1994 in Irland

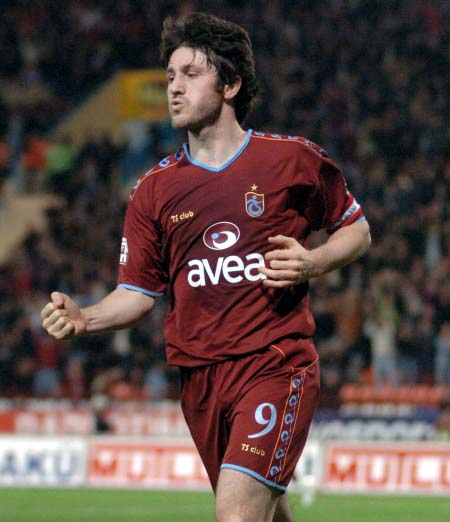
Fatih Tekke beim Torjubel im
Trabzonspor-Dress (2005)

### Verein
Trabzonspor (1995–2000 und 2002–2006)
- 3 × Türkischer Pokalsieger: 1995, 2003, 2004
- Torschützenkönig der Süper Lig: 2005 (31 Tore in 34 Ligaspieleinsätzen)
- Zweitbester Erst-Liga-Torjäger der Welt (IFFHS): 2005[32]

Zenit St. Petersburg (2006–2010)
- Russischer Meister: 2007
- Russischer Supercup-Sieger: 2008 (ohne Einsatz)
- UEFA-Pokal-Sieger: 2008
- UEFA-Super-Cup-Sieger: 2008 (ohne Einsatz)

Rubin Kasan (2010)
- Russischer Supercup-Sieger: 2010